# Вахтанг II
Вахтанг II (груз. ვახტანგ II, 1251–1293) — цар Східної Грузії (1289—1293). Син Давида VI Наріна. Походив з династії Багратіоні.

## Правління
Після страти царя Деметре II хан Кутлу-Буга (син хана Садуна) затвердив його царем Східної Грузії. Після Давида VI Наріна цар Вахтанг II автоматично ставав спадкоємцем у Західній Грузії, що стало б запорукою об'єднання країни у єдине царство в межах монгольського панування. Однак, 1293 року цар Вахтанг II несподівано помер. Його було поховано в Гелатському монастирі.